# レカ・ゾグ (1982-)
レカ・ゾグ（アルバニア語: Leka Zogu, 1982年3月26日  - ）は、旧アルバニア王国の王家だったゾグ家の家長（2011年 - ）。王制支持者からはレカ2世（アルバニア語: Leka II）と呼ばれている。

## 経歴
アルバニア王太子レカ1世とその妻のスーザン・カレン＝ウォードの間の一人息子として、南アフリカ共和国のヨハネスブルクで生まれた。アルバニア亡命政府は王家の跡取りとなるレカをアルバニア生まれにするため、南アフリカ政府から一時的に分娩室の割譲を受けて、出産が行われた。名前はエジプト大統領アンワル・アッ＝サーダート、祖父ゾグ1世、イラン皇帝モハンマド・レザー、そして洗礼の代父であるベルギー王ボードゥアンにちなんでいる。「ムシジヴェ（Msiziwe）」はズールー語の貴人の尊称である。
ヨハネスブルクのセント・ピーターズ・カレッジで教育を受け、2006年にサンドハースト王立陸軍士官学校を卒業した。ペルージャ外国人大学でイタリア語を学んだほか、アルバニアのスカンデルベク軍事アカデミーの訓練生課程を修了している。アルバニア帰国後の2005年、父レカ1世が党首を務める国民発展運動（LZHK）の青年部を創設した。2007年よりアルバニア外務省に入省し、2009年には同国内務省に移った。2016年時点では、外相の顧問を務めている。
2010年にアルバニア人女優のエリア・ザハリアと婚約、2016年10月8日、首都ティラナで結婚式を挙げた。
2011年の父の死に伴い、王家の家督を継承した。また同時にスカンデルベク騎士団の総長職も引き継いだ。
2020年10月22日、妻エリアとの間に女子を儲けた。この日はアルバニア国王ゾグ1世の妃アポニー・ゲーラルディネの18回忌にあたる日だったため、新生児は彼女にちなんでゲラルディナと名づけられた。
2024年1月にエリアと離婚に向けた法的手続きを始めたことが発表された。